# موزه آثار طبیعی و حیات وحش ایران

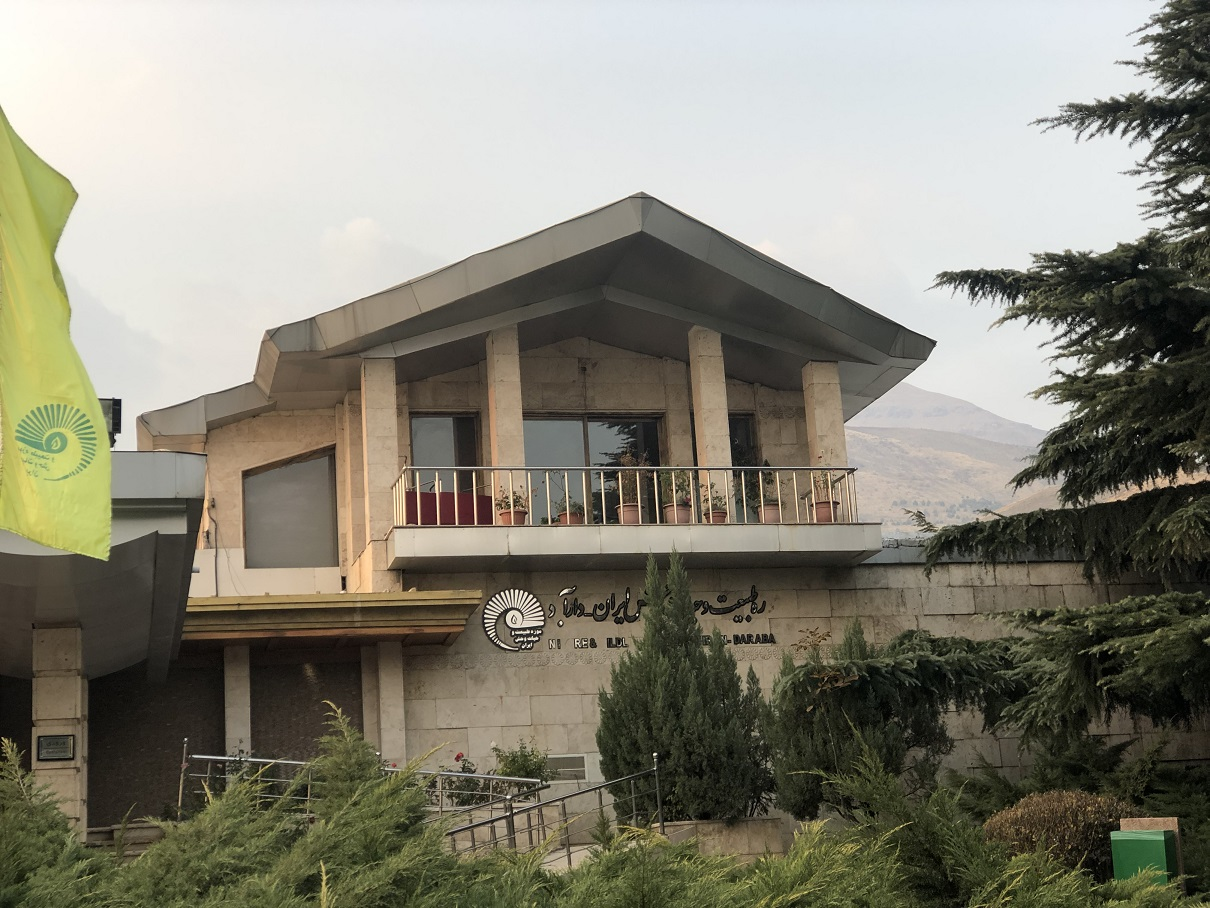
نمای بیرونی موزه

موزهٔ آثار طبیعی و حیات وحش ایران یکی از موزه‌های استان تهران است و در ابتدای محدوده دارآباد و خیابان آجودانیه در خیابان موزه واقع شده‌است. محل آن یکی از کاخ‌های فاطمه پهلوی بوده که برای میهمانان ساخته شده ولی هیچگاه مورد استفاده قرار نگرفته بوده‌است و پس از انقلاب، با تغییراتی برای استفاده عموم به موزه‌ای با محوریت طبیعت ایران تبدیل شد. این موزه در سال ۱۳۷۲، توسط شهرداری تهران و به منظور آشنایی شهروندان با میراث فرهنگی و طبیعی و شناخت اهمیت حفاظت از محیط زیست و حیات وحش، افتتاح گردید.
در سال ۱۳۸۰ موزه یک گروه چهار نفره شامل دو زمین‌شناس (علی میثمی و مهندس امیرحسین چیذری) یک هنرمند مجسمه‌ساز (سیامک خدابنده) و یک نفر هماهنگ‌کننده (مهندس فرهاد مهران رازی) به روستای علی رضا زرند کرمان اعزام کرد و این گروه پس از بررسی سازند شمشک به سن ژوراسیک پیشین، قالب رد پای دایناسور را گرفته و به موزه انتقال دادند، مجسمهٔ این دایناسور گیاهخوار «کامپتوزوروس» که در دوران ژوراسیک در ایران می‌زیسته‌است توسط هنرمندان ایرانی در یزد ساخته، و به عنوان نماد در محل ورودی موزه نصب گردیده‌است.
موزه در سال ۱۳۷۶ به عضویت شورای بین‌المللی موزه‌ها (به انگلیسی: ICOM) درآمد و در همین سال نیز به عنوان اولین موزه ایرانی به شبکه جهانی اینترنت پیوست و مجله اینترنتی پر طرفدار «طبیعت و حیات وحش ایران» را با حمایت شرکت خدمات اینترنتی ندا رایانه راه‌اندازی نمود. همچنین با عضویت مدیر آموزش و نمایشگاه موزه در کمیسیون آموزش و ارتباطات سازمان جهانی حفاظت از محیط زیست (به انگلیسی: IUCN-CEC)، به صورت فعال در گردهمایی‌های بین‌المللی شورای جهانی موزه‌ها (به انگلیسی: ICOM) در اسپانیا و سازمان جهانی حفاظت از محیط زیست (به انگلیسی: IUCN) در شمال آفریقا، شرکت نمود.

## بخش‌ها
موزه دارای ساختمانی دو طبقه با زیر بنای ۵۰۰۰ مترمربع در زمینی به مساحت ۲۴۰۰۰ متر مربع، و دارای بخش‌های متعددی است که عبارتند از:

### بخش آبزیان، پرندگان و پستان‌داران
- سالن نمونه‌های اروپایی، آسیایی و آمریکای شمالی با انواعی از، گوزن‌ها، خرس قهوه‌ای و موس آمریکای شمالی، پرندگان و ببرهای آسیایی و سیبری.
- دو سالن از نمونه‌های پستانداران، پرندگان و آبزیان ایران با انواعی از، آهو، کل و قوچ، قرقاول، خرس، پلنگ، شغال، روباه، گرگ و گربه سانان کوچک و بزرگ.
- سالن نمونه‌هایی از پستانداران و پرندگان قاره آفریقا.
- سالن آبزیان و خزندگان به صورت زنده و تاکسیدرمی شده.
- قفس‌های گربه‌سانان بزرگ زنده، مانند پلنگ ایرانی و شیر و پلنگ آفریقایی و قفس‌های پرندگان و پستانداران کوچک در محدوده داخلی نمایشگاه و در محوطه موزه.

### بخش زمین‌شناسی
در بخش زمین‌شناسی ویژگی‌های دوران مختلف زمین‌شناسی از دوران اول تا به حال با دیدگاه محیط زیست جانوری و گیاهی به همراه صدها نمونه از سنگها، کانی‌ها و سنگواره‌های ایران، به نمایش گذاشته شده‌است.

### سالن پروانه‌ها
سالن پروانه‌ها دارای نمونه‌هایی از انواع پروانه‌ها، عنکبوت‌ها، رتیل‌ها و عقرب‌ها است.

### کارگاه تاکسیدرمی
در این کارگاه ضمن تاکسیدرمی نمونه‌ها زیر نظر استاد بین‌المللی این فن، هدایت اله تاجبخش چگونگی حفظ و نگه‌داری نمونه‌های موجودات را نیز به نمایش گذاشته شده‌است. کارگاه‌های لمس حیوانات زنده برای دانش‌آموزان در ایام جشنواره کودک و طبیعت و در طول سال، در این محل برقرار می‌شود.

## فعالیت‌ها
- انتشار بسیاری از کتاب‌های مفید در حوزه محیط زیست برای کودکان و نوجوانان و همچنین مرجع دانشگاهی. از جمله مجموعه «حیوانات زیبای من»، «ماهی‌های آب‌های داخلی ایران»، اکولوژی و…
- کلاس‌های آموزشی برای دانش‌آموزان در گروه‌های سنی مختلف، در طول تابستان و با همکاری گروه‌های NGO و داوطلبان فعال، جهت افزایش آگاهیهای زیست‌محیطی برگزار می‌گردد.
- جشنوارهٔ کودک و طبیعت که به مناسبت روز جهانی کودک و به مدت یک هفته برگزار می‌گردد. در طی این مدت با ورودی رایگان کودکان، برنامه‌های شاد و مفرح با محوریت آموزشی حفاظت از محیط زیست برای ایشان برگزار می‌شود.
- روز جهانی موزه، با ورودی رایگان برای عموم مردم.
- جشنواره بین‌المللی کاریکاتور انسان و طبیعت با مضمون حفاظت جهانی از زمین و محیط زیست که با شرکت فعال کاریکاتوریست‌های مشهور بین‌المللی، در یک دوره برگزار گردید.
- برگزاری تورهای طبیعت‌گردی با محوریت آموزشی و آگاهی عمومی برای حفاظت از محیط زیست.

## امکانات
- کتابخانهٔ موزه با داشتن بیش از پانزده‌هزار جلد کتاب در زمینه‌های تخصصی مربوط به محیط زیست، از معتبرترین کتابخانه‌های علوم گیاهی، جانوری و زمین‌شناسی در تهران به‌شمار می‌رود. این کتابخانه در مدخل ورودی موزه جهت دسترسی آسان عموم علاقه‌مندان قرار داده شده‌است و اولین کتابخانه عمومی در ایران است که از سال ۱۳۷۶ امکان دسترسی و استفاده مراجعین از شبکه اینترنت را فراهم آورد.
- کلینیک دام‌پزشکی در مجاورت موزه، جهت معاینه و درمان حیوانات مختلف خانگی وجود دارد. همچنین در فروشگاه این کلینیک، حیوانات مختلف اهلی از جمله انواع پرندگان، سنجاب‌ها، خرگوش‌ها، سگ‌ها و گربه‌ها، لاک‌پشت‌ها و… توسط دامپزشک متخصص به فروش می‌رسد.

## ویژگی‌ها
از ویژگی‌های خاص این موزه، دارا بودن بخش‌های جانوران زنده مانند پرندگان، خزندگان و دوزیستی‌ها، آبزیان، پستانداران بخصوص گربه‌سانان بزرگ و در بخش غیر زنده، نوع کم‌یاب پوست ببر مازندران که خود منقرض شده‌است و نمونه‌های پوست آن با رعایت مقررات CITES، جهت بررسی ژنتیکی به آمریکا فرستاده شده‌است. همچنین، دو نمونه از نادرترین و زیباترین پستانداران در حال انقراض، با نام‌های گورخر ایرانی و یوزپلنگ آسیایی در آن به نمایش گذاشته شده‌است.